# Kampong Cham (khu vực bầu cử Quốc hội)
Kampong Cham (tiếng Khmer: មណ្ឌលខេត្តកំពង់ចាម) là một trong 24 khu vực bầu cử của Quốc hội Campuchia. Khu vực này có 18 ghế trong Quốc hội, trong đó 10 thành viên là đảng viên Đảng Cứu quốc Campuchia, và 8 thành viên là đảng viên Đảng Nhân dân Campuchia. Vào năm 2014, tỉnh này được chia thành hai: Kampong Cham, và Tboung Khmum. Đây là khu vực bầu cử đông dân nhất.

## Kết quả bầu cử
Tóm lược kết quả bầu cử Quốc hội Campuchia ngày 28 tháng 7 năm 2013
| Chính đảng                                                         | Số phiếu bầu | %      | % | Số ghế | Số ghế |
| ------------------------------------------------------------------ | ------------ | ------ | - | ------ | ------ |
| Đảng Cứu quốc Campuchia                                            | 457,819      | 51.10% |   | 10     |        |
| Đảng Nhân dân Campuchia                                            | 376,182      | 41.99% |   | 8      |        |
| FUNCINPEC                                                          | 26,202       | 2.92%  |   | —      |        |
| Khmer Anti-Poverty Party                                           | 8,938        | 1.00%  |   | —      |        |
| League for Democracy Party                                         | 6,748        | 0.75%  |   | —      |        |
| Cambodian Nationality Party                                        | 6,464        | 0.72%  |   | —      |        |
| Democratic Republican Party                                        | –            | 0.00%  |   | —      |        |
| Khmer Economic Development Party                                   | –            | 0.00%  |   | —      |        |
| Total (turnout 69.68%)                                             | 895,542      |        |   | 18     | 18     |
| Nguồn: COMFREL Lưu trữ ngày 5 tháng 3 năm 2017 tại Wayback Machine |              |        |   |        |        |